# Azurina meridiana
Azurina meridiana là một loài cá biển thuộc chi Azurina trong họ Cá thia. Loài này được mô tả lần đầu tiên vào năm 1980.

## Từ nguyên
Tính từ định danh trong tiếng Latinh mang nghĩa là "ở phương nam", hàm ý đề cập đến phạm vi của loài cá này ở xa về Nam bán cầu.

## Phân loại học
A. meridiana ban đầu được xếp vào chi Chromis, nhưng dựa trên bằng chứng di truyền, loài này đã được chuyển sang chi Azurina.

## Phân bố và môi trường sống
A. meridiana có phạm vi phân bố ở vùng biển Đông Nam Thái Bình Dương. Đây là một loài đặc hữu của quần đảo Desventuradas (Chile). A. meridiana sống gần những rạn đá ngầm ở độ sâu khoảng từ 9 đến 34 m.

## Mô tả
Chiều dài cơ thể tối đa được ghi nhận ở A. meridiana là 11 cm.
Số gai ở vây lưng: 13–14; Số tia vây ở vây lưng: 11–14; Số gai ở vây hậu môn: 2; Số tia vây ở vây hậu môn: 11–13; Số gai ở vây bụng: 1; Số tia vây ở vây bụng: 5.

## Sinh thái học
Cá đực có tập tính bảo vệ và chăm sóc trứng.